# Feliniopsis alborenalis
Feliniopsis alborenalis là một loài bướm đêm trong họ Noctuidae.